# Naso (Cognomen)
Naso ist ein römisches Cognomen, mit dem ursprünglich „groß-“ oder „langnasige“ Personen bezeichnet wurden. Bereits in republikanischer Zeit war der Beiname verbreitet und in den gentes Otacilia, Octavia, Ovidia und Voconia anzutreffen.
Weiterbildungen von Naso sind Nasidenius bzw. Nasidius.

## Bekannte Namensträger
- Gaius Aetrius Naso, römischer Offizier (Kaiserzeit)
- Lucius Aemilius Naso Fabullinus, römischer Offizier (Kaiserzeit)
- Lucius Antonius Naso, römischer Militär (1. Jahrhundert)
- Marcus Actorius Naso, römischer Geschichtsschreiber (1. Jahrhundert v. Chr.)
- Gnaeus Otacilius Naso, römischer Ritter, für den sich Cicero einsetzte
- Publius Ovidius Naso, römischer Dichter
- Quintus Voconius Naso, Prätor vor 60 v. Chr.